# Nomans Land
Nomans Land — российская викинг-метал-группа из Санкт-Петербурга.

## История
В 1996 году группа начинает свою деятельность с исполнения дум-метала. Со временем они переходят на викинг-метал. Летом 1999 года группу покидает Константин «Тролль» Румянцев, который впоследствии сформирует Тролль гнёт ель. На лейбле «Фоно» выходит дебютный альбом Last son of the fjord (2000), записанный в студии «Сигнал». Сразу после релиза в Тролль гнёт ель уходят басист Борис Сенькин и барабанщик Сергей Воеводин, однако практически мгновенно их места занимают Ainar (ударные) и Hjervard (бас-гитара), после чего группа приступает к концертной деятельности.
Летом 2002 года начинается работа над вторым альбомом Hammerfrost (2005). Запись проходит в студии «Калипсо» совместно с Игорем Пелехатым (клавишные) и Wild (скриминг). К марту 2003 года альбом был завершён, однако был издан лишь в 2005 году немецким лейблом «Einheit-Produktionen». К тому времени к группе присоединяется клавишник Илья Денисов и покидает её Wild, по причине творческих разногласий. 31 марта 2006 года «Einheit-Produktionen» выпускает второе издание дебютника Last son of the fjord в Европе.
Несмотря на активную концертную деятельность в 2006 году, группа вела подготовку материала к третьему альбому, который в июле этого года записывался в студии «Phantom Pain» (Санкт-Петербург). Вскоре после записи группу покидают Torvald и Илья Денисов. Третий альбом Raven Flight (2006) сводился в Германии и был издан на лейбле «Einheit-Produktionen», а в 2007 году группа отправляется в Европейский тур. Четвёртый альбом Farnord (2009) записывался в студии «Sevik Audio Studio» (Финляндия) и был также издан на лейбле «Einheit-Produktionen». В 2010 году Nomans Land приглашают на роль гитариста Александра Невского (Северные Врата), а осенью того же года отправляются в тур по Европе вместе с группами Black Messiah и Adorned Brood.

## Состав

### Текущий состав
- Sigurd — гитара, чистый вокал
- Ainar — ударные
- Hjervard — бас, вокал
- Александр Невский (экс-лидер «Северные Врата») — гитара, вокал

### Бывшие участники
- Константин «Тролль» Румянцев — гитара, вокал
- Борис Сенькин — бас
- Сергей Воеводин — ударные
- Wild — скриминг
- Илья Денисов — клавишные
- Torvald — гитара
- Andru — гитара

## Дискография
- 2000 — The Last Son of the Fjord
- 2003 — Hammerfrost (демозапись)
- 2005 — Hammerfrost [2]  [3]
- 2006 — Raven Flight [4]  [5]
- 2008 — Thrudvangar / Nomans Land (сплит с группой Thrudvangar)
- 2009 — Farnord [6]  [7]
- 2015 — Last Crusade  [8]